# LG Optimus L9
Das LG Optimus L9 ist ein Smartphone des Herstellers LG Electronics. Es besitzt ein IPS-Display und hat die Funktion der Gestensteuerung.

## Technik
Das LG Optimus L9 kommt im Oktober 2012 als größtes Modell seiner L-Serie von LG Electronics auf den Markt. Das Display des Smartphones kann 16 Millionen Farben darstellen und misst 4,7 Zoll in der Diagonalen. Das Smartphone wird von einem ein Gigahertz schnellen Dual-Core-Prozessor mit einem Gigabyte-Arbeitsspeicher angetrieben. Der interne Speicher misst vier GB und kann mit Hilfe von microSD-Speicherkarten um bis zu 32 Gigabyte erweitert werden. Fotos schießt das LG Optimus L9 mit einer Fünf-Megapixel-Hauptkamera auf der Rückseite. Auf der Frontseite ist eine zweite Kamera mit VGA-Auflösung eingebaut. Neben HSPA, WLAN und GPS ist auch eine DLNA-Schnittstelle verbaut. Der Akku des LG Optimus L9 hat eine Kapazität von 2.150 Milliamperestunden (mAh).

## Software
Auf dem LG Optimus L9 läuft das von Google entwickelte Betriebssystem Android in der Version 4.0. Man kann das Betriebssystem jedoch mittlerweile auf Android 4.1.2 updaten. Der Einsatz von Custom-ROMs wie CyanogenMod ist möglich.